# Argonychiurus
Genre
Argonychiurus est un genre de collemboles de la famille des Onychiuridae.

## Distribution
Les espèces de ce genre se rencontrent en Europe.

## Liste des espèces
Selon Checklist of the Collembola of the World (version du 27 septembre 2019) :
- Argonychiurus bertrandi (Denis, 1936)
- Argonychiurus bogheani (Gruia, 1989)
- Argonychiurus fistulosus (Gisin, 1956)
- Argonychiurus lenticularius (Gisin, 1962)
- Argonychiurus multiocellatus Djanashvili, Barjadze, Jordana & Burkhardt, 2014
- Argonychiurus papulosus (Gisin, 1964)
- Argonychiurus perforatus (Handschin, 1920)

## Publication originale
- Bagnall, 1949 : Contributions toward a knowledge of the Isotomidae (Collembola). I-XV. Annals & Magazine of Natural History Series, vol. 12, no 1, p. 529-541.